# Felice Puttini
Felice Puttini (Sorengo, 18 de setembro de 1967) é um ex-ciclista suíço. Venceu as edições de 1994 e 1995 do Campeonato da Suíça de Ciclismo em Estrada. Competiu na prova de estrada (individual) nos Jogos Olímpicos de Verão de 1988 em Seul.